# سفارة دولة فلسطين لدى تايلاند
سفارة دولة فلسطين لدى تايلاند هي الممثلية الدبلوماسية العُليا لدولة فلسطين لدى تايلاند. ويُعتبر سفير دولة فلسطين في ماليزيا هو سَفيرها في تايلاند ولكنه غير مقيم فيها.